# 宮崎安貞

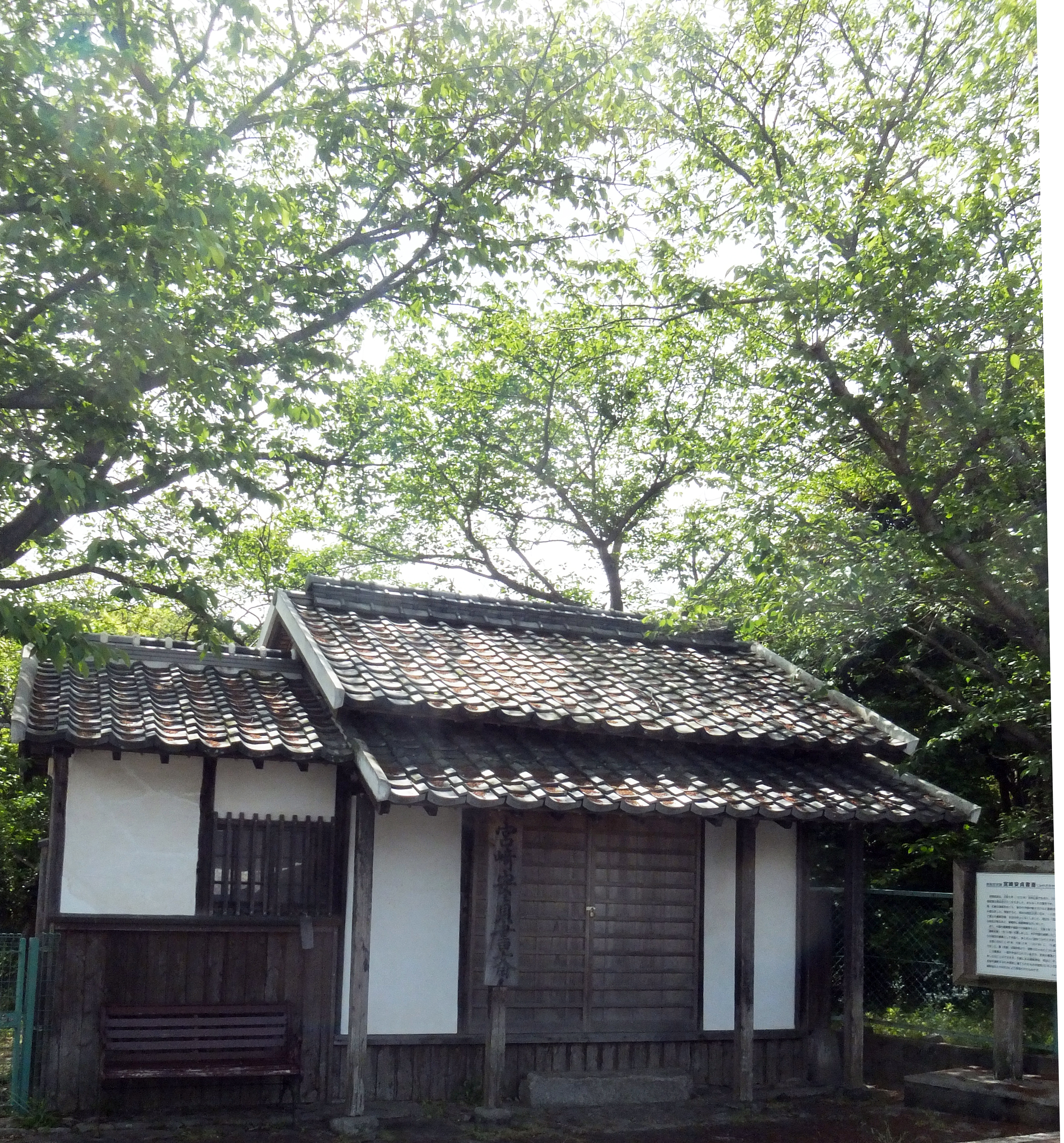
宮崎安貞の書斎

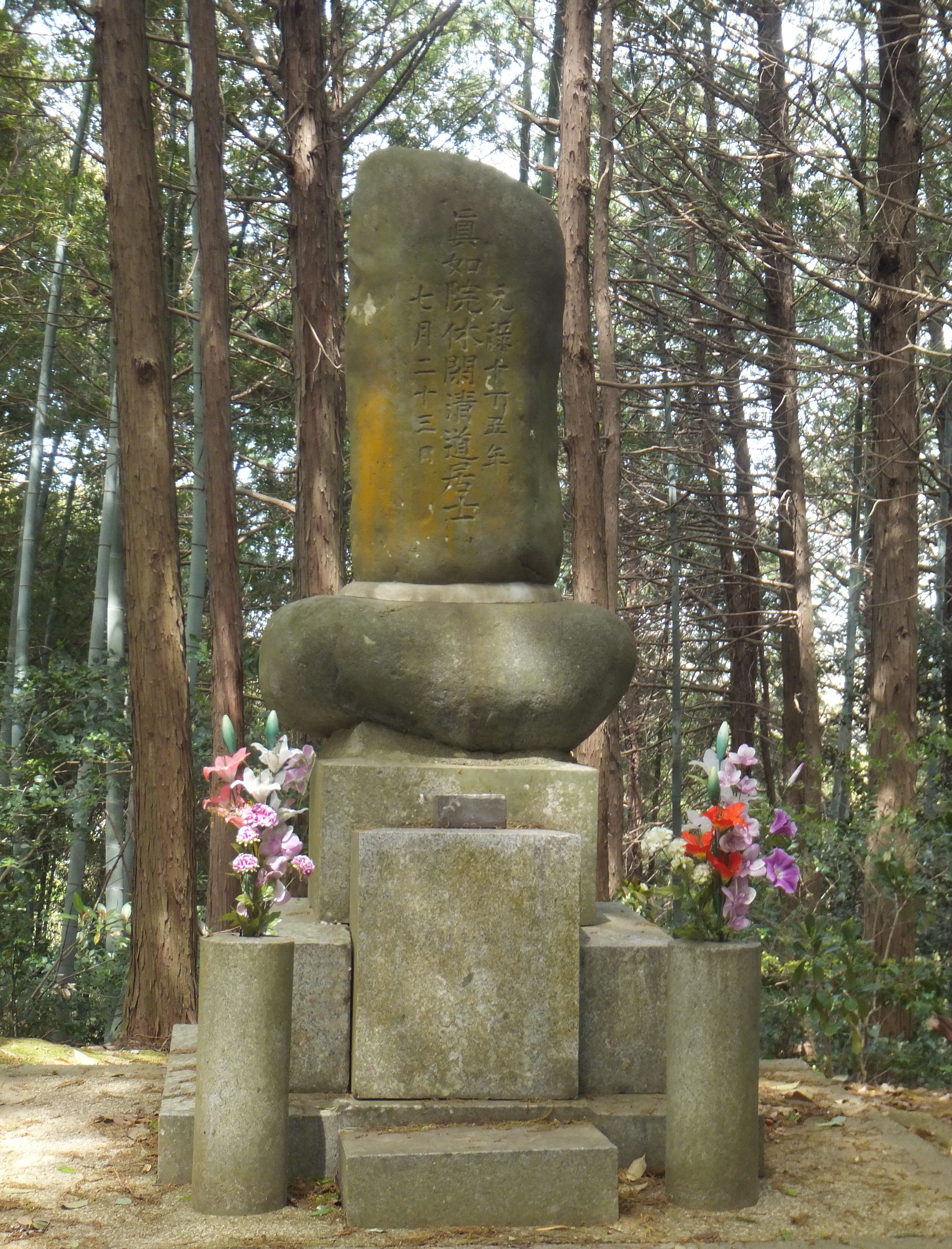
宮崎安貞の墓 (福岡市西区女原)

宮崎 安貞（みやざき やすさだ、元和9年（1623年） - 元禄10年7月23日（1697年9月8日））は、江戸時代前期の農学者。通称は文大夫。

## 概要
安芸広島藩士・宮崎儀右衛門の二男として広島に生まれる。子どもの頃は、山林奉行の父に従って、山歩きをした。
25歳のとき家を出て、筑前福岡藩黒田氏に山林奉行として仕え200石を給されるが、30歳を過ぎて職を辞した。翌1652年(承応元)、筑前国女原村（みょうばるむら、現在の福岡市西区）の知行地に隠居し、農耕のかたわら農業技術の改良に努めた。諸国（山陽道・畿内・丹波・吉野・伊勢・紀伊）をめぐって老農の話を聞き取りし、また、山林原野の様子や河川の水利を観察した。一方、1661年（寛文元）39歳の時、京都にいた同藩の儒学者貝原益軒などとも交流し中国の農業に関する書物や本草書を研究した。一方で、自ら農業にいそしみ、知行地とその周辺地域の新田開発・干拓事業・植林を進め、農民を指導した。
中国の最新の農書『農政全書』（徐光啓、明代1639年刊）を参考にしながら経験と研究を元に1695年（元禄8年）73歳で稿を成し、1697年（元禄9年）「農業全書」を京都で出版した。本書は地理学的な記述が豊富である。
同年の7月23日に死去した。享年75。
同書は明治以前の最高の農書と評価される。大蔵永常・佐藤信淵とともに江戸期の三大農学者と称された。
明治44年（1911年）、正五位を追贈された。
福岡県立糸島農業高等学校は、宮崎安貞の業績を称え、1949年8月から1955年3月迄の間「福岡県立安貞高等学校」と改名された時期があった。

## 著作
- 宮崎安貞編録、貝原楽軒刪補『農業全書』京都 : 柳枝軒藏版, 元禄9序[1696]